# 永璇
愛新覚羅 永璇（あいしんかくら えいせん、満洲語: ᠶᠣᠩ
ᠰᡳᠣᠸᠠᠨ 転写：yung siowan、乾隆11年7月15日(1746年8月31日) - 道光12年8月7日(1832年9月1日)）は、清の乾隆帝の第八皇子。母は淑嘉皇貴妃金佳氏。

## 生涯
永璇は乾隆11年7月15日(1746年8月31日)に乾隆帝の第八皇子として生まれた。生母は嘉妃金氏であった。
乾隆42年（1777年）2月28日、同母兄の第四皇子履郡王永珹は病が重篤化し、ついに回復することなく亡くなった。乾隆帝は永璇に喪に服させ、叔父の金簡とともにその葬儀を執り行わせた。
乾隆44年（1779年）3月、永珹は儀郡王に封じられた。
嘉慶4年（1799年）1月、異母弟の嘉慶帝によって儀親王に昇格し、さらに吏部の総理（長官）に任じられ、ヘシェンの派閥を粛清するよう命じられた。
当時の人々の評によると、彼は「酒色に溺れ、さらに脚の病を患っていた」とされている。
道光12年（1832年）8月7日、王府にて薨去し、諡号は「慎」とされた。享年86歳であり、彼は清朝の皇子の中で最も長寿であった。

## 家庭

### 妻妾
- 嫡福晋章佳氏 - 文華殿大学士尹継善の娘で、生母は側室の張夫人。子供が生まれなかった。中国第一歴史档案館には、嘉慶9年（1804年）11月2日付けの「親王福晋の封号に関する儀式は福晋が自ら承接すべきだが、現在福晋は病気であるため、その子である綿志の妻が代わりに儀式を承接する」という文書、および嘉慶10年（1805年）10月3日付けの「儀親王福晋が病死したため、見舞恩賞として銀貨で治療金を支給し、葬儀を行う」旨の文書が保管されている。
- 側福晋王玉英 - 『清宮医案集成』の記載によると、王氏は八阿哥（第八皇子）の長子を出産した際、「官女子玉英」と呼ばれていた。中国第一歴史档案館には、嘉慶5年（1800年）閏4月3日の日付の『為綿志生母王氏已故著施恩追封仪亲王侧福晋事』という文書が所蔵されており、これによると、王氏は嘉慶5年に亡くなる前の身分は単なる妾であったことがわかる。『玉碟』および『列祖女孫直档』の記録によると、永璇のすべての子供（二男四女）は王玉英（王氏）から生まれたとされている。

### 子女
上記のように王英玉との間に二男四女を儲けたが、成人したのは一男一女のみ。

#### 男子
- 第一子：多羅儀順郡王綿志 - 乾隆33年（1768年）3月17日に生まれ、道光14年（1834年）4月11日に薨去し、諡号は「順」とされた。子供に奕績、奕絪、奕彩がいる。
- 第二子：綿懋 - 乾隆40年（1775年）12月20日に生まれ、乾隆42年（1777年）10月30日に薨去しました。

#### 女子
- 第一女：縣君 - 乾隆34年（1769年）11月12日、乾隆47年（1782年）5月、博爾濟吉特氏（ボルジギト氏）で、和親王弘昼の嫡長女で、乾隆帝養女の和碩和婉公主の夫である巴林固山貝子和碩額附徳勒克（デレク）の子である公賽尚阿が額駙（皇女・公主など皇族出身の女性の夫）に選ばれ、乾隆50年（1785年）6月に結婚した。その後、嘉慶24年（1819年）11月24日に逝去した。
- 第二女：乾隆37年（1772年）4月13日生。乾隆39年（1774年）11月26日没。
- 第三女：乾隆39年（1774年）7月13日生。乾隆41年（1775年）9月2日没。
- 第四女：乾隆41年（1776年）12月28日生。乾隆42年（1776年）9月8日没。

## 登場作品
- 如懿伝 〜紫禁城に散る宿命の王妃〜（2017年、中国、演：マー・ボーチュエン）